# بان بينديتو (محطة مترو أنفاق مدريد)
بان بينديتو (بالإسبانية: Pan Bendito)‏ هي محطة مترو أنفاق في مدريد في إسبانيا، تقع على الخط رقم 11.